# Jókai Anna
Jókai Anna (Budapest, Józsefváros, 1932. november 24. – Budapest, 2017. június 5.) a Nemzet Művésze címmel kitüntetett, kétszeres Kossuth-díjas és József Attila-díjas magyar író- és költőnő, a Digitális Irodalmi Akadémia alapító tagja. 2015-ben a Forbes őt választotta a 8. legbefolyásosabb magyar nőnek a kultúrában.

## Élete
Már kisgyermekkorában érdekelte az írás, de tizenhat éves korában felhagyott vele és csak későn, 33-34 éves korában folytatta újból és vált íróvá. 1951-53 között könyvelő, 1953-1957 között népművelő, művelődési előadó volt. 1956-ban felvételizett az Eötvös Loránd Tudományegyetem Bölcsészettudományi Karára, levelező tagozatra és így munkáját tovább folytathatta 1961-ig, mint főkönyvelő. 1961-ben magyar-történelem szakos tanári diplomát szerzett és tanított 1961-től 1970-ig a Budapest VIII. ker. Jázmin utcai általános iskolában. 1966-ban jelentkezett legelső novellapublikációjával, 1968-ban pedig a 4447 című regénnyel. Közben folyamatosan tanított, 1971-től 1974-ig a budapesti Vörösmarty Mihály Gimnáziumban. 1968 és 1977 között öt regénye és négy elbeszéléskötete jelent meg, többek között 1969-ben a Kötél nélkül című novelláskötete. Művei ettől fogva az olvasók érdeklődésének középpontjába kerültek és egyre többen olvasták írásait. 1974-től csak írói hivatásának él, szabadfoglalkozású író. 1986-1989 között az Írószövetség alelnöke, 1989-től elnökségi tagja, 1990-1992-ig elnöke volt.
Akárcsak Németh László, íróként is „megmaradt tanárnak”: műveiben gyakran jelennek meg pedagógusok (Tartozik és követel, A forma, Magyaróra, Szép kerek egész, Selyem Izabella), a tanári hivatás, a tanítás lehetőségének és értelmének problémái.
Műveiben megjelennek az emberi közönyösség elleni küzdelem, a szeretet képviselete a világban, a spiritualitás, és a keresztény értékek.
Fia, Bánky Gábor Jászai Mari-díjas színművész, a Pécsi Nemzeti Színház tagja.

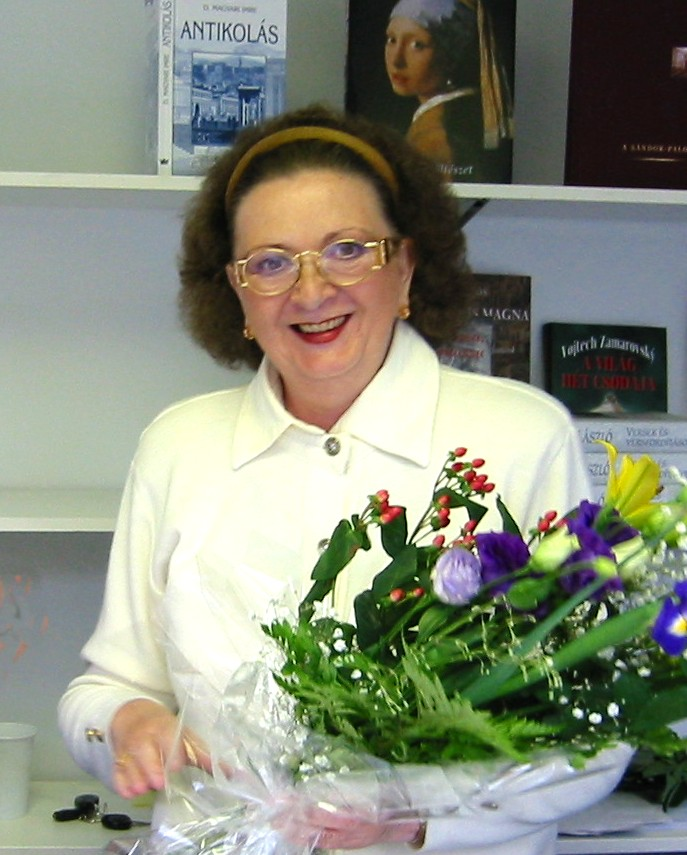
Jókai Anna, 2004

## Művei

### Könyvek
- 4447. Regény; Magvető, Bp., 1968 (Új termés)
- Kötél nélkül. Elbeszélések, novellák; Szépirodalmi, Bp., 1969
- Tartozik és követel, Regény (1970)
- A labda, Regény (1971)
- Napok. Regény; Szépirodalmi, Bp., 1972[3]
- Szeretteink, szerelmeink / Tartozik és követel. Dráma; Szépirodalmi, Bp., 1973
- Mindhalálig, Regény (1974)
- A feladat, Regény (1977)
- Három regény / 4447 / Tartozik és követel / Mindhalálig; Magvető–Szépirodalmi, Bp., 1978
- A panasz leírása (1980)
- Jákob lajtorjája, regény (1982)
- Jöjjön Lilliputba!; Szépirodalmi, Bp., 1985
- Az együttlét, Regény (1987)
- Szegény Sudár Anna, Regény (1989)
- Mi ez az álom? (1990)
- A töve és a gallya (1991)
- Az ifjú halász és a tó (1992)
- Magyaróra; Magyar Írószövetség–Békés Megyei Könyvtár, Bp.–Békéscsaba, 1992 (Bibliotheca Hungarica)
- Három; Széphalom Könyvműhely, Bp., 1995 (Jókai Anna művei)
- Perc-emberkék dáridója (1996)
- Az együttlét. Ikerregény; Széphalom Könyvműhely, Bp., 1997 (Jókai Anna művei)
- Ne féljetek, Regény (1998), ISBN 9789637486869
- Mennyből az ember (esszék, 2000)
- Napok. Regény; Széphalom Könyvműhely, Bp., 2001 (Jókai Anna művei)[4]
- A mérleg nyelve I. (Összegyűjtött esszék, tárcalevelek, 2002)
- Apokrif imák (2002) Hangoskönyv[halott link]
- Ember a harmadik évezredben. A művész felelőssége; Szt. István Társulat, Bp., 2003 (Haza a magasban)
- A mérleg nyelve II. (Összegyűjtött esszék, tárcalevelek, 2003)
- Kislány, kutyával (novella)
- Virágvasárnap alkonyán. Versimák; Széphalom Könyvműhely, Bp., 2004
- Jókai Anna Breviárium (a szerző legfontosabb gondolatainak gyűjteménye, 2005)
- Majd; Széphalom Könyvműhely, Bp., 2005
- Breviárium; vál., szerk. Tenke Sándor; Széphalom Könyvműhely, Bp., 2005
- Krónikásének, 1956–2006. Több szólamban; Széphalom Könyvműhely, Bp., 2006
- A mérleg nyelve. A szerző válogatása életművéből; Trikolor, Bp., 2006 (Örökségünk)
- Godot megjött (regény, 2007)
- Elbeszéltem I-II. (összegyűjtött novellák, kisregények, 2007)
- Virágvasárnap alkonyán. Versimák; 4. bőv. kiad.; Széphalom Könyvműhely, Bp., 2007
- Éhes élet (regény, 2012), ISBN 9789639903524
- Breviárium. Gondolatok az eddigi, teljes életműből; vál., szerk. Tenke Sándor; 4. bőv. kiad.; Széphalom Könyvműhely, Bp., 2016
- Átvilágítás; szerk. Mezey Katalin; Széphalom Könyvműhely, Bp., 2017

### Esszék, novellák
- A reimsi angyal. Novellák; Szépirodalmi, Bp., 1975, ISBN 9631518175[5]
- Bölcsek és pásztorok. Válogatott írások; Szt. István Társulat, Bp., 2006, ISBN 9633617928
- Jókai Anna–Ternyák Csaba–Sajgó Szabolcs: Szeretet szigetek; Éghajlat, Bp., 2008 (Manréza-füzetek), ISBN 9789639862050

### Beszédek, interjúk
- Imitatio Christi. Jókai Annával beszélget Halász Zsuzsa; Kairosz, Bp., 2004 (Miért hiszek?)
- Beer Miklós–Polcz Alaine–Sajgó Szabolcs: Élet, hit, lélek; Éghajlat, Bp., 2007 (Manréza-füzetek)
- A 2008. március 15-ei beszéd teljes szövege
- Jókai Anna és Lengyel Anna disputája az értelmiség küldetése és felelőssége témakörről Asztali beszélgetések...1 – Öt párbeszéd; Szerk.: Galambos Ádám, Budapest; Luther Kiadó, 2008
- Csepregi András, Fabiny Tamás, Heller Ágnes és Jókai Anna disputája a Honnan jövünk, kik vagyunk, hová megyünk kérdéséről Asztali beszélgetések...2 – A csendesség felé; szerk.: Galambos Ádám, Budapest: Luther Kiadó, 2008
- Jókai Anna–Kozma Imre: A remény ablaka; Éghajlat, Bp., 2013 (Manréza-füzetek)
- Jókai Anna–Korzenszky Richárd: A hit kapuja; Éghajlat, Bp., 2015 (Manréza-füzetek)
- Válaszoltam. Válogatott interjúk; Széphalom Könyvműhely, Bp., 2015

### CD-je
- Tudunk emlékezni. Jókai Anna esszéjét az írónő olvassa fel – Szómadár a szélóceánok fölött, Sz. Koncz Istvánnal közös szerzői lemez, Etnofon Records, ER-CD 034, 2000.

## Szakirodalom
- Bárdos László: Önismeret és beavatás. Közelítések Jókai Anna életművéhez. Budapest: Széphalom Könyvműhely, 2002
- Olasz Sándor: Kortársunk Jókai Anna. Barangolás Jákob lajtorjáján. Budapest: Kairosz, 2004
- Jókai Anna-konferencia az író 80. születésnapja tiszteletére. 2012. november 23.; MMA, Bp., 2013 (A Magyar Művészeti Akadémia konferenciafüzetei)
- Imre László: Jókai Anna; MMA, Bp., 2016 (Közelképek írókról)

## Díjak
- József Attila-díj (1970)
- SZOT-díj (1974)
- Pietržak-díj (Pax, Lengyelország, 1980)
- Szépirodalmi Nívó-díj (1981, 1990)
- A Magyar Köztársasági Érdemrend középkeresztje (1992)
- Kossuth-díj (1994)
- Magyar Örökség díj (1998)
- Az év könyve díj (1999)
- Erzsébetváros díszpolgára (1999)
- Tiszatáj-díj (1999)
- CET-díj (1999)
- Magyar Művészetért díj (2000)
- Köztársasági Elnökének Érdemérme (2002)
- Arany János-nagydíj (2003)
- Prima díj (2004)
- Prima Primissima közönségdíj (2004)
- A Magyar Kultúra Lovagja (2004)
- Kölcsey-emlékplakett (2004)
- Stephanus-díj (2006)
- Kispest díszpolgára (2006)
- Győri Könyvszalon alkotói díj (2009)[6]
- Józsefváros díszpolgára (2012)
- Budapest díszpolgára (2012)[7]
- A Magyar Érdemrend nagykeresztje (2012)
- Bocskai István-díj (2013)[8]
- Emberi Méltóságért-díj (2013)
- Kossuth-nagydíj (2014)
- Magyar Szabadságért díj (2014)
- A Nemzet Művésze (2014)
- Klebelsberg Kuno-díj (2016)

## Róla írták
- Halász Zsuzsa: Imitatio Christi – Jókai Annával beszélget Halász Zsuzsa, riportkönyv, Kairosz Kiadó (2004), ISBN 9639568198
- Olasz Sándor: Kortársunk Jókai Anna – Barangolás Jakob lajtorjáján, Kairosz Kiadó (2004), ISBN 9639568619
- A szeretet túlcsordulása. Annáról Annának; szerk. Lengyel Klára; Éghajlat, Bp., 2012
- Lőrincz Sándor: A magunk cseppjét a világóceánból – Jókai Anna emlékezete Bp., Kairosz Kiadó (2017) ISBN 9789636629106